# Patricia Álvarez
Pour les articles homonymes, voir Álvarez.
Patricia Álvarez Nárdiz est une joueuse de hockey sur gazon espagnole. Elle évolue au poste d'attaquante à Sanse Complutense et avec l'équipe nationale espagnole.

## Biographie
Patricia est née le 4 mars 1998 à Santander et elle étudie à l'Université complutense de Madrid.

## Carrière
Elle a concouru avec l'équipe nationale pour la Ligue professionnelle 2021-2022,.

## Palmarès
- : 1re à l'Euro U21 2019.